# قائمة مزودي خدمات الدفع عبر الانترنت
فيما يلي قائمة بمزودي خدمات الدفع عبر الإنترنت البارزين وشركات توفير بوابة الدفع والمنصة الخاصة بهم والبلدان التي يقدمون خدمات فيها:
| الشركة                                  | المنصة                     | الموقع |
| --------------------------------------- | -------------------------- | --- |
| 2سي 2بي                                 | الانترنت، نقاط البيع، جوال | سنغافورة |
| Adyen                                   | الانترنت، نقاط البيع، جوال | هولندا |
| أليباي                                  | الانترنت، نقاط البيع، جوال | الصين |
| امازون باي                              | انترنت                     | النمسا، بلجيكا، قبرص، ألمانيا، الدنمارك، إسبانيا، فرنسا، المجر، لوكسمبورغ، جمهورية أيرلندا، الهند، إيطاليا، اليابان، هولندا، البرتغال، السويد، المملكة المتحدة، الولايات المتحدة |
| آبل باي                                 | جوال، انترنت               | الولايات المتحدة، المملكة المتحدة، كندا، أستراليا، الصين، سنغافورة، سويسرا، فرنسا، هونج كونج، روسيا، نيوزيلندا، اليابان، إسبانيا، أيرلندا، تايوان، إيطاليا، السويد، الدنمارك، فنلندا، الإمارات العربية المتحدة، البرازيل، النمسا |
| Atos                                    | انترنت                     | عالمية (مقرها في فرنسا وألمانيا) |
| Authorize.Net                           | انترنت                     | استراليا، كندا، المملكة المتحدة، الولايات المتحدة، أوروبا |
| BIPS                                    | انترنت (للبيتكوين)         | الدنمارك |
| بيتباي                                  | انترنت (للبيتكوين)         | الولايات المتحدة |
| bKash                                   | جوال، انترنت               | بنغلادش |
| BHIM                                    | جوال                       | الهند |
| BPAY                                    | انترنت                     | استراليا |
| Braintree                               | الانترنت، نقاط البيع، جوال | استراليا وكندا وأوروبا وهونغ كونغ وماليزيا ونيوزيلندا وسنغافورة |
| CM                                      |                            | هولندا |
| Creditcall                              | الانترنت، نقاط البيع، جوال | المملكة المتحدة، الولايات المتحدة |
| CyberSource                             |                            | |
| DataCash                                |                            | |
| DigiCash                                |                            | |
| Digital River                           |                            | مينيتونكا، مينيسوتا، الولايات المتحدة |
| Dwolla                                  |                            | الولايات المتحدة |
| Edy                                     |                            | |
| Elavon                                  |                            | |
| Emergent Payments (formerly Live Gamer) |                            | |
| Euronet Worldwide                       | الانترنت، نقاط البيع       | |
| eWAY                                    |                            | أستراليا، نيوزيلندا، المملكة المتحدة |
| First Data                              | نقاط البيع                 | الولايات المتحدة |
| Fortumo                                 | الانترنت، جوال             | 94 دولة |
| جوجل باي                                | الانترنت، جوال             | أستراليا، بلجيكا، البرازيل، كندا، تشيلي، كرواتيا، جمهورية التشيك، الدنمارك، فنلندا، فرنسا، ألمانيا، هونج كونج، الهند، أيرلندا، إيطاليا، اليابان، نيوزيلندا، النرويج، بولندا، روسيا، سنغافورة، سلوفاكيا، إسبانيا، السويد، سويسرا، تايوان، اوكرانيا، الإمارات العربية المتحدة، المملكه المتحدة، الولايات المتحدة                                          |
| محفظة جوجل                              | الانترنت، جوال             | الهند، المملكة المتحدة، الولايات المتحدة |
| Heartland Payment Systems               | الانترنت، نقاط البيع، جوال | الولايات المتحدة |
| Ingenico                                | نقاط البيع                 | فرنسا |
| IP Payments                             |                            | أستراليا، نيوزيلندا، المملكة المتحدة |
| Klarna                                  |                            | السويد، ألمانيا، النرويج، فنلندا، هولندا، النمسا، الدنمارك |
| MPay                                    |                            | تايلند |
| Neteller                                |                            | |
| OFX                                     | انترنت                     | استراليا، كندا، هونغ كونغ، نيوزيلندا، المملكة المتحدة، الولايات المتحدة |
| PagSeguro                               |                            | البرازيل |
| Paymentwall                             |                            | الولايات المتحدة |
| بايونير                                 |                            | الولايات المتحدة |
| باي بال                                 | انترنت                     | الولايات المتحدة |
| PayPoint                                |                            | المملكة المتحدة، رومانيا |
| Paysafe Group                           | الانترنت، نقاط البيع، جوال | المملكة المتحدة، الولايات المتحدة، كندا، النمسا، بلغاريا، ألمانيا، هولندا، أستراليا، إسبانيا |
| Paysbuy                                 |                            | تايلند |
| Paytm                                   | الانترنت                   | الهند |
| PayU                                    | الانترنت                   | هولندا، الهند، جنوب إفريقيا، روسيا، المكسيك، البرازيل، الأرجنتين، تشيلي، كولومبيا، جمهورية التشيك، المجر، نيجيريا، بنما، بيرو، بولندا، رومانيا، سلوفاكيا، تركيا |
| Payzone                                 |                            | جمهورية ايرلندا |
| PhonePe                                 |                            | الهند |
| PlaySpan                                |                            | الولايات المتحدة |
| Qiwi                                    |                            | روسيا والدول المجاورة لها |
| Realex Payments                         |                            | جمهورية ايرلندا، المملكة المتحدة |
| Red Dot Payment                         |                            | سنغافورة |
| Remitly                                 |                            | الولايات المتحدة |
| SafeCharge International                | الانترنت، نقاط البيع، جوال | المملكة المتحدة |
| Sage Pay                                | الانترنت، نقاط البيع       | المملكة المتحدة |
| سكريل                                   |                            | المملكة المتحدة |
| سترايب                                  | الانترنت، جوال             | استراليا، النمسا، بلجيكا، كندا، الدانمرك، فنلندا، فرنسا، المانيا، هونغ كونغ، ايرلندا، إيطاليا، اليابان، لوكسمبورغ، ماليزيا، هولندا، نيوزيلندا، النرويج، البرتغال، سنغافورة، اسبانيا، السويد، سويسرا، المملكه المتحدة، الولايات المتحدة الدول (للمدعوين فقط في البرازيل وإستونيا واليونان والهند ولاتفيا وليتوانيا والمكسيك وبولندا وسلوفاكيا وسلوفينيا) |
| Square                                  | الانترنت، نقاط البيع، جوال | الولايات المتحدة وكندا واليابان واستراليا والمملكة المتحدة |
| تينسنت                                  | الانترنت، نقاط البيع، جوال | الصين |
| TIMWE                                   |                            | |
| TransferMate                            |                            | ايرلندا |
| TransferWise                            |                            | المملكة المتحدة |
| TrueMoney                               |                            | تايلاند وجنوب شرق آسيا |
| Trustly                                 | الانترنت، جوال             | النمسا، بلجيكا، بلغاريا، كرواتيا، جمهورية التشيك، قبرص، الدنمارك، إستونيا، فنلندا، فرنسا، ألمانيا، اليونان، هنغاريا، أيرلندا، إيطاليا، لاتفيا، لوكسمبورغ، مالطا، هولندا، النرويج، بولندا، البرتغال، رومانيا، سلوفاكيا، سلوفينيا، اسبانيا، السويد، المملكه المتحدة                                                                                       |
| يوكاش                                   |                            | المملكة المتحدة |
| Verifone                                | نقاط البيع                 | الولايات المتحدة |
| ويب موني                                |                            | روسيا |
| وي شات باي                              | الانترنت، نقاط البيع، جوال | الصين |
| WePay                                   |                            | الولايات المتحدة |
| Wirecard                                | الانترنت، نقاط البيع، جوال | ألمانيا |
| وورلد باي                               |                            | المملكة المتحدة |
| WorldRemit                              |                            | المملكة المتحدة |
| إكس سولا                                |                            | روسيا، الولايات المتحدة |
| ياندكس موني                             |                            | روسيا |
| Zomaron                                 | انترنت، جوالات، نقاط بيع   | كندا، الولايات المتحدة |